# Eleutherotheca brachycera
Eleutherotheca brachycera är en insektsart som beskrevs av Boris Petrovich Uvarov 1953. Eleutherotheca brachycera ingår i släktet Eleutherotheca och familjen gräshoppor. Inga underarter finns listade i Catalogue of Life.